# 加茂中央公園
加茂中央公園（かもちゅうおうこうえん）は島根県雲南市加茂町にある公園。

## 概要
ナイター設備を持つ野球場やテニスコート、多目的広場、ちびっ子広場、体育館・武道場、上屋付きプールを持つ、加茂B&G海洋センターと隣接していて、総合運動公園として、様々なスポーツやレクリエーションを楽しめる。「ふれあいの丘」では、ターゲット・バードゴルフ、ペタンク、ディスクゴルフといった新しいタイプのスポーツが出来る。テニスの錦織圭選手は13歳まで松江市で過ごし、週末には雲南市の加茂中央公園のテニスコートで家族とプレーしたという。今ではコート3面のうちの1面、錦織選手が利用した「Cコート」が「Kコート」に名称変更された。コート近くには錦織選手が上り下りして足腰を鍛えた階段がある。

## 施設
- 野球場
- ちびっこ広場
- テニスコート（Aコート、Bコート、Kコート）
- 多目的広場

など

## 営業時間
- 公開：6:00〜22:00
- 無休

## 所在地
〒690-2401 島根県雲南市加茂町大字神原・宇治

## アクセス
- 木次線加茂中駅から徒歩で30分
- 松江自動車道三刀屋木次ICから車で12分
- 山陰自動車道宍道ICから車で10分

## 周辺
- 三刀屋城
- 加茂岩倉遺跡
- 斐伊川堤防桜並木